# Julia Brendler
Julia Brendler (* 26. Februar 1975 in Schwedt/Oder) ist eine deutsche Schauspielerin.

## Leben
Julia Brendler verbrachte ihre Kindheit zusammen mit ihrem Bruder bei ihren Eltern in einfachen Verhältnissen. Ihr Vater ist Biologe, über ihre Mutter und ihren Bruder ist öffentlich nichts bekannt.
Nachdem sie sich erfolgreich auf ein Inserat, in dem junge Schauspielerinnen gesucht wurden, bei der DEFA beworben hatte, wurde sie im Alter von vierzehn Jahren von Regisseur Helmut Dziuba für die Hauptrolle der ‚Barbara Behrend‘ in Verbotene Liebe ausgewählt. Sie debütierte in dem Spielfilm 1990 an der Seite von Peter Sodann und Hans-Peter Dahm und erhielt dafür den Hessischen Filmpreis.
Größere Bekanntheit erreichte sie ab 2011 durch ihre Rolle als ‚Ina Behrendsen‘ in der Fernsehreihe Nord Nord Mord.
Brendler hat einen Sohn und eine Tochter (* 2003 und * 2005) und lebt mit ihrem Lebensgefährten, einem Fotografen und Bühnenbildner, in Berlin.

## Filmografie

### Kino
- 1990: Verbotene Liebe
- 1992: Jana und Jan
- 1993: Engel ohne Flügel
- 1994: Moondance
- 1995: Der Flug des Albatros
- 1995: Nur über meine Leiche
- 1997: Sawdust Tales
- 1999: Dolphins (Kurzfilm)
- 2000: Deeply
- 2000: Vergessene Ritter (Kurzfilm)
- 2001: Imagine. (Kurzfilm)
- 2001: Schneckentraum (Kurzfilm)
- 2004: Das Jubiläum (Kurzfilm)
- 2005: Hamlet (Kurzfilm)
- 2005: Blackout (Kurzfilm)
- 2006: Großstadträuber (Kurzfilm)
- 2006: Memory Effect (Kurzfilm)
- 2006: Geile Zeiten
- 2007: Wortbrot
- 2008: Die Klärung eines Sachverhalts (Kurzfilm)
- 2009: Edgar (Kurzfilm)
- 2009: Phantomschmerz
- 2011: Edeltraud und Theodor (Kurzfilm)
- 2012: Schuld sind immer die Anderen
- 2013: Der Zauberer (Kurzfilm)
- 2013: Loona Balloona (Kurzfilm)
- 2016: Welcome to Iceland
- 2020: Albträumer

### Fernsehen
- 1992: Geboren 1999
- 1994: Eurocops (Fernsehserie, Folge Drei Mädchen)
- 1994: Die Kommissarin (Fernsehserie, Folge Jugendsünden)
- 1994, 1998: Der Fahnder (Fernsehserie, verschiedene Rollen, 2 Folgen)
- 1994: Der König (Fernsehserie, Folge Mord erster Klasse)
- 1994: Ärzte (Fernsehreihe, 4 Folgen)
- 1995: Derrick (Fernsehserie, Folge Herr Widanje träumt schlecht)
- 1996: Die Drei (Fernsehserie, Folge Der Zeuge der Anklage)
- 1996: Auf eigene Gefahr (Fernsehserie, Folge Bombengeschäfte)
- 1996: Terre indigo (Fernsehserie, 8 Folgen)
- 1996: Deutschlandlied (Fernsehdreiteiler)
- 1997: 2½ Minuten
- 1997: Leben in Angst
- 1997: Tatort – Der Tod spielt mit (Fernsehreihe)
- 1998: Reise in die Nacht
- 1998: Blutjunge Liebe – und keiner darf es wissen
- 1999: Herzlos
- 1999: Priester im Einsatz (Un prete tra noi, Fernsehserie, 2 Folgen)
- 1999: Die Verbrechen des Professor Capellari – In eigener Sache (Fernsehreihe)
- 1999: Camino de Santiago (Fernsehdreiteiler)
- 2001: Das Traumschiff – Bermuda (Fernsehreihe)
- 2002: Der kleine Mönch (Fernsehserie, Folge Blauer Stern)
- 2002: Die Rosenkrieger
- 2002: Edel & Starck (Fernsehserie, Folge Mord ist sein Hobby)
- 2003: Der letzte Zeuge (Fernsehserie, Folge Die Show geht weiter)
- 2003: Ein Banker zum Verlieben
- 2004: Der Ermittler (Fernsehserie, Folge Eiskalter Mord)
- 2005: Der Bergpfarrer II – Heimweh nach Hohenau
- 2006: Geile Zeiten
- 2006: Großstadtrevier (Fernsehserie, Folge Kindersegen)
- 2006: SOKO Wismar (Fernsehserie, Folge Unter Pleitegeiern)
- 2007: Deadline – Jede Sekunde zählt (Fernsehserie, Folge Tunnelblick)
- 2007: Tatort – Die Falle
- 2007: SOKO Rhein-Main (Fernsehserie, Folge Kumpels aus Kamerun)
- 2008, 2017: SOKO Leipzig (Fernsehserie, verschiedene Rollen, 2 Folgen)
- 2008: Im Namen des Gesetzes (Fernsehserie, Folge Der Tod kommt zweimal)
- 2009: Stauffenberg – Die wahre Geschichte
- 2009–2018: SOKO Köln (Fernsehserie, verschiedene Rollen, 3 Folgen)
- 2009, 2015: Ein Fall für zwei (Fernsehserie, verschiedene Rollen, 2 Folgen)
- 2009: Der Typ, 13 Kinder & ich
- 2010: U.F.O.
- 2010: Katie Fforde – Festtagsstimmung (Fernsehreihe)
- 2010: Alles Liebe
- 2010: Der letzte Bulle (Fernsehserie, Folge Ein Stern über Essen)
- 2010: Einsatz in Hamburg – Rot wie der Tod (Fernsehreihe)
- 2011: Der Kriminalist (Fernsehserie, Folge Dierhagens Vermächtnis)
- seit 2011: Nord Nord Mord (Fernsehreihe) → siehe Besetzung
- 2011: Inklusion – gemeinsam anders
- 2011, 2012: Krimi.de (Fernsehserie, 2 Folgen)
- 2012: Manche mögen’s glücklich
- 2012: Ein Drilling kommt selten allein
- 2012: Johanna und der Buschpilot – Der Weg nach Afrika
- 2012: Johanna und der Buschpilot – Die Legende der Kraniche
- 2012: Wunschkind
- 2012, 2015: SOKO Stuttgart (Fernsehserie, verschiedene Rollen, 2 Folgen)
- 2013: Uferlos!
- 2014: Löwenzahn (Fernsehserie, Folge Glück – Das große Los)
- 2014: Inspektor Jury – Der Tote im Pub (Fernsehreihe)
- 2014: Vier Drillinge sind einer zu viel
- 2014: Ein todsicherer Plan
- 2014: Trennung auf Italienisch
- 2015: Ein starkes Team – Beste Freunde (Fernsehreihe)
- 2015: Tatort – Borowski und die Kinder von Gaarden
- 2015: Letzte Spur Berlin (Fernsehserie, Folge Staatseigentum)
- 2015: Weissensee (Fernsehserie, 4 Folgen)
- 2016: Marie Brand und die Schatten der Vergangenheit (Fernsehreihe)
- 2016: Der Staatsanwalt (Fernsehserie, Folge Erben und Sterben)
- 2016: Heldt (Fernsehserie, Folge Nicht zu verzollen)
- 2016: Dr. Klein (Fernsehserie, Folge Familienprobleme)
- 2017: Neben der Spur – Dein Wille geschehe (Fernsehreihe)
- 2017: Morden im Norden (Fernsehserie, Folge Hass)
- 2017: Tatort – Nachbarn
- 2017: Lotta & der Ernst des Lebens
- 2017: Bad Cop – kriminell gut (Fernsehserie, Folge Klassentreffen)
- 2018: Charlotte Link – Die Betrogene (Fernsehreihe)
- 2018: Einmal Sohn, immer Sohn
- 2018: Unsere Jungs
- 2019: Wilsberg – Minus 196° (Fernsehreihe)
- 2020: Frühling – Spuren der Vergangenheit (Fernsehreihe)
- 2020: Die Kanzlei (Fernsehserie, Folge Schräglage)
- 2020: Die Chefin (Fernsehserie, Folge Schuld)
- 2020: Katie Fforde – Emmas Geheimnis (Fernsehreihe)
- 2021: SOKO Potsdam (Fernsehserie, Folge Irina)
- 2022: Friesland: Prima Klima (Fernsehreihe)
- 2024: Blutige Anfänger (Fernsehserie, Folge Totgeglaubte leben länger)
- 2025: Notruf Hafenkante (Fernsehserie, Folge Falsches Spiel)

## Auszeichnungen
- 1990: Hessischer Filmpreis für die Hauptrolle in Verbotene Liebe von 1990
- 2002: „Beste Darstellerin“ für die Hauptrolle in Dolphins von 1996 beim Brooklyn International Film Festival
- 2002: „Beste Darstellerin“ für die Hauptrolle in Schneckentraum von 2001 beim Internationalen Filmfest in Palencia